# Šandalja
44°52′51″N 13°53′25.5″E / 44.88083°N 13.890417°E
Šandalja (tal. San Daniele) je arheološko i paleontološko nalazište kraj Pule. To je sustav više pećina i podzemnih špilja, nazvan po istoimenom kamenolomu Šandalja.
Iskapanja špilje započeo je Boris Baćić.
Nalazi se na koti 108, na 72 m nadm. vis., na zap. rubu Valturskoga polja. Najvažniji su nalazi iz tzv. Šandalje I. i Šandalje II., koje su dio sustava krških pećina, otkrivenih za radova u kamenolomu 1961. Istražio ih je Mirko Malez. 
Ukupna dubina sloja Šandalje I. iznosila je 9 m, a prilikom prepariranja koštane breče izlučen je primitivni kameni artefakt, sjekač (engl. chopper) napravljen od potočne volutice, starost kojega se procjenjuje na oko 800 000 godina. To je najstariji predmet izrađen ljudskom rukom na tlu Hrvatske. 
U Šandalji II., koja je otkrivena u proljeće 1962., najvažniji je sloj »b«, debljine 1m do 3 m, gdje su uz veliko ognjište pronađeni artefakti i ostatci pračovjeka s kromanjonskim obilježjima (Homo sapiens fossilis). Analizom radioaktivnog izotopa ugljika ustanovljena je starost toga sloja od oko 12 320 godina.
'U rimsko doba već se na ovom lokalitetu eksploatirao kamen. Prapovijesno gradinsko naselje uništeno je vojnom fortifikacijom 1877. Širenjem kamenoloma 1952. uništeni su brončanodobni grobovi s kosturima umrlih u zgrčenome položaju. 
Nalazi se na području OKZ "Valtura". 